# Krastos
Krastos (o Krastòs, Κραστός in greco), era un insediamento della Sicilia antica sui Monti Sicani, identificato con le opere murarie trovate sulle alture intorno Castronovo di Sicilia (il suo nome arabo, Kassar, rimanda appunto a delle fortificazioni). Alcuni ritrovamenti possono essere messi in relazione con mondo greco siceliota, mentre non permettono di affermare un insediamento siculo o sicano.
Secondo lo storico greco Erodoto venne fondata dallo spartano Dorieo, che vi eresse un tempio dedicato ad Atena Crastia. A Krastos sarebbe nato il fondatore della commedia greca, il filosofo e poeta Epicarmo; anche se il suo luogo natio resta incerto tra Megara Iblea, Siracusa e l'antica cittadina sicana. Filisto lo dice di Krastos ricavando la notizia da Neante, e lo stesso dice Suida che però aggiunge come Epicarmo lavorasse e vivesse a Siracusa.

## Notizie storiche
Il papiro di Ossirinco 665 cita Krastos in riferimento a una spedizione mossa contro il centro sicano da Akragas intorno al 465 a.C.; in soccorso di Krastos sarebbero intervenute Himera e Gela:
(POxy IV 665,12-17)
Fu distrutta nel 405 a.C. dai Cartaginesi.

## Localizzazione della città

### Ipotesi scientifiche
La più autorevole identificazione è presso Castronovo di Sicilia, sulla strada tra Akragas e Himera, dove sono state rinvenute fortificazioni databili alla fine del VI o agli inizi del V secolo a.C..
Alcuni ritrovamenti sono da mettere in relazione con il mondo greco siceliota, mentre nulla premette di inferire che sull'area vi fosse stato un insediamento siculo o sicano.

### Ipotesi erudite
L'incertezza della localizzazione ha dato luogo a diverse illazioni erudite o non specialistiche, anche in epoche in cui non potevano essere confortate da ricerche archeologiche con metodo scientifico. Nel XVI secolo Tommaso Fazello sostenne la presenza dei ruderi della città di Krastos nella Contrada San Fantino, tra Alcara Li Fusi e Longi, nella Sicilia nord-orientale L'identificazione fu avvalorata anche successivamente, in ragione di alcuni resti di edifici sulle alture delle Rocche del Crasto. Secondo Antonino Surdi, studioso locale settecentesco, sia Alcara che Longi sarebbero state fondate dai profughi della città, andata distrutta in epoca medievale durante la dominazione araba. Per Surdi, secondo un'inferenza tipica dell'erudizione settecentesca, La distruzione di Krastos sarebbe avvenuta a opera dei Saraceni, spostando così l'epoca dal IV secolo a.C., tramandato da Diodoro Siculo, fino a circa l'anno 855.
È stata proposta la località di Cuddaru di Crastu (Tornabé-Mercato d'Arrigo) presso Pietraperzia, una fortezza in parte intagliata nella pietra che ha restituito ceramiche della cultura di Castelluccio.

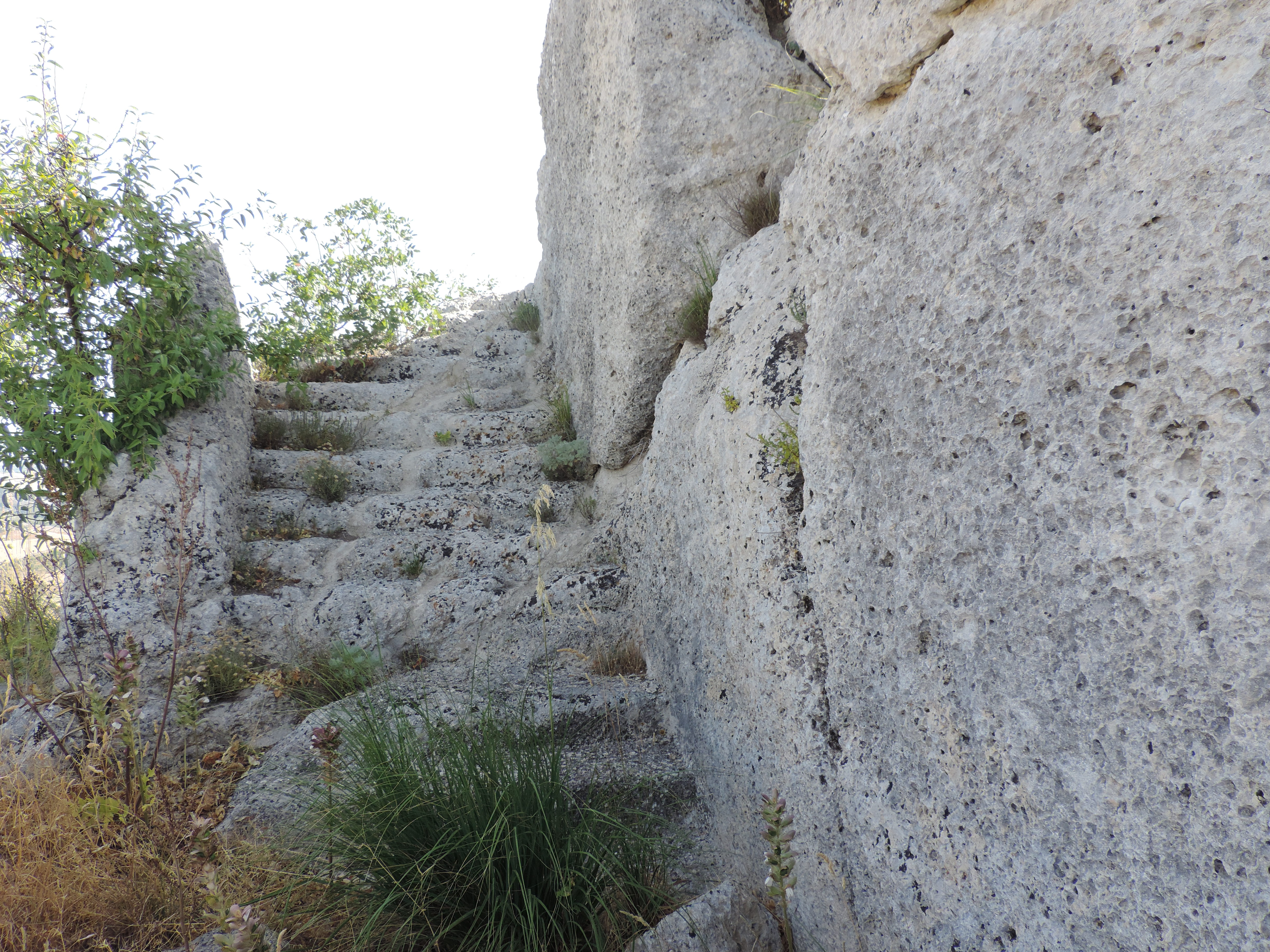